# Eva Nordlinder
Ej att förväxla med dräkthistorikern Eva Nordlinder (1952-1985).
Eva Katarina Österling Nordlinder, född 27 april 1958, är en svensk litteraturvetare och bibliotekskonsulent, inriktad på barn- och ungdomsböcker.
Hon blev filosofie doktor på en avhandling vid Uppsala universitet om Sekelskiftets svenska konstsaga och sagodiktaren Helena Nyblom (1991), som är ett referensverk över den tidens svenska sagoförfattare och illustratörer som John Bauer, Thyra Kleen, Anna Wahlenberg, Anna Maria Roos, Hugo Gyllander, Jenny Hallin, Louis Moe, Jenny Nyström och många andra.
I fjorton år arbetade hon sedan vid Svenska Barnboksinstitutet och var redaktör för tidskriften Barnboken. Hon bor numera i Härnösand och är verksam som forskare och lärare vid Mittuniversitetet i Sundsvall på institutionen för humaniora och samhällsvetenskap. Hon är en ofta anlitad föreläsare.